# Jordi de Laodicea
Jordi de Laodicea va ser un dels caps de la secta dels semiarrians durant les lluites eclesiàstiques del segle iv.
Va néixer en el si d'una família d'Alexandria on probablement va viure de jove. Era prevere de l'església d'Alexandria abans del concili de Nicea de l'any 325, i va intentar calmar la irritació causada per la disputa entre el bisbe Alexandre i Arri. Extractes de les seves cartes a les dues parts es conserven gràcies a Atanasi, on diu que el Fill era obra del Pare; aquesta opinió probablement va ser la que va portar a la seva deposició com a prevere encara que Anastasi diu que eren altres càrrecs presentats contra ell, però no diu quins. Ell mateix diu que va ser deposat per les seves divergències (διὰ τὴν κακίαν αὐτοῦ), i probablement volia fer referència a les seves heretgies.
Després hauria estat prevere a Aretusa a Síria i aviat va succeir Teodot al bisbat de Laodicea de Síria. Anastasi diu que es va autoproclamar bisbe, càrrec que segurament va obtenir amb el suport dels arrians i que probablement ja exercia abans del concili d'Antioquia el 329 o 330 en el qual es va deposar Eustaci d'Antioquia, ja que la seva signatura apareix a les actes.
Va donar suport a Eusebi d'Emesa quan el van expulsar de la seva seu i va procurar que fos restaurat. L'any 335 era present al concili de Tir però no va anar al concili de Sàrdica el 347 (els seus enemics diuen que per por) on el van deposar i excomunicar, sentencia que després no es va portar a efecte.
Va admetre a la comunió al patriarca Ciril de Jerusalem que havia estat deposat el 358 pel bisbe Acaci de Cesarea de Palestina, i el 359, al front dels semiarrians que predominaven en molts llocs va aconseguir la seva reposició al concili de Selèucia d'Isàuria.
En aquest temps Jordi s'enfrontava als ortodoxos d'un cantó i als aecians i anomeans de l'altra. Al concili d'Ancira de l'any 358 hi va escriure una carta contra Eudoxi d'Antioquia al que va acusar de ser deixeble d'Aeci l'impiu. Va excomunicar a Apol·linar, lector a l'església de Laodicea per l'amistat que tenia amb Atanasi i va prendre part en el nomenament de Meleci com a bisbe d'Antioquia. Va escriure un dels tres discursos lliurats a l'emperador Constanci II, on es va veure que el de Jordi era el menys ortodox i el de Meleci el que més. Mort Constanci II el novembre de l'any 361, Jordi desapareix de la historia. Fabricius, que l'inclou a la Bibliotheca Graeca, diu que en els seus últims temps es va afiliar a la secta dels eunomians, però no hi ha proves que ho confirmin.
Les seves obres principals són:
- 1. Cartes a Alexandre bisbe d'Alexandria i als arrians de la ciutat.
- 2. Ἐγκώμιον εἰς Εὐσέβιον τὸν Ἐμισηνόν, Encomium Eusebii Emiseni, que conté una descripció del Concili d'Antioquia.
- 3. Una obra contra els maniqueus, perduda, que menciona Heraclià de Calcedònia.[3]